# Паленсия, Серхи
Серхи Паленсия Уртадо (исп. Sergi Palencia Hurtado; 23 марта 1996, Бадалона, Испания) — испанский футболист, защитник клуба «Лос-Анджелес».

## Клубная карьера
Паленсия — воспитанник клуба «Барселона». С 2015 года Серхи начал выступать за «Барселону B». 29 марта в матче против «Тенерифе» он дебютировал в Сегунде. 7 марта 2018 года в матче за Суперкубок Каталонии против «Эспаньола» Паленсия дебютировал за основной состав.
Летом 2018 года Серхи был отдан в аренду во французский «Бордо». В матче против «Тулузы» он дебютировал в Лиге 1.
Летом 2019 года Паленсия перешёл в «Сент-Этьен», подписав четырёхлетний контракт. Сумма трансфера составила 2 млн евро.
28 сентября 2020 года Паленсия вернулся в Испанию, заключив арендное соглашение с «Леганесом». В июле следующего года его аренда была продлена ещё на год.
Контракт Паленсии с «Сент-Этьеном» был расторгнут 30 января 2023 года.
2 февраля 2023 года Паленсия присоединился к клубу MLS «Лос-Анджелес», подписав контракт до конца сезона 2024 с опцией продления на сезон 2025. За американский клуб он дебютировал 9 марта в первом матче ⅛ финала Лиги чемпионов КОНКАКАФ 2023 против коста-риканского «Алахуэленсе», выйдя на замену на 76-й минуте вместо Диего Паласиоса. В MLS он дебютировал 12 марта в матче против «Нью-Инглэнд Революшн», выйдя в стартовом составе и отыграв 65 минут.